# Arrhenocoela
Arrhenocoela is een geslacht van kevers uit de familie bladkevers (Chrysomelidae).
De wetenschappelijke naam van het geslacht werd in 1860 gepubliceerd door Foudras.

## Soorten
- Arrhenocoela lineata Rossi, 1790